# Romuald Błaszczyński
Romuald Błaszczyński, ps. „Kryza” (ur. 21 stycznia 1926 w Warszawie, zm. 29 listopada 2011 tamże) – żołnierz Armii Krajowej, powstaniec warszawski.
Od 1936 był członkiem „Orląt”, w czasie wojny od 1939 działał w konspiracji. Był żołnierzem plutonu 1681 5 Rejonu VI Obwodu (Praga) Warszawskiego Okręgu Armii Krajowej, uczestniczył w powstaniu warszawskim.
Po wojnie ukończył studia techniczne, pracował w zakładach PH-T „Supon” i WSS „Perun”, był prezesem Środowiska „Orląt” w Światowym Związku Żołnierzy Armii Krajowej.
Był odznaczony Krzyżem Kawalerskim Orderu Odrodzenia Polski, Złotym Krzyżem Zasługi, Krzyżem AK, Krzyżem Partyzanckim, Warszawskim Krzyżem Powstańczym, Medalem za Warszawę 1939-1945, Medalem 10-lecia Polski Ludowej.